# 1-битный ЦАП
1-битный ЦАП — маркетинговый термин потребительской электроники, описывающий цифро-аналоговый преобразователь (ЦАП) с фактической передискретизацией в 1 бит (то есть простым переключателем «вкл./выкл.») в сигма-дельта-модуляции, работающая на кратной частоте дискретизации. Комбинация эквивалентна ЦАП с большим числом бит (обычно 16-20). Преимуществами этого типа преобразователя являются высокая линейность в сочетании с низкой стоимостью благодаря тому, что большая часть обработки происходит в цифровой области, и требования к аналоговому фильтру сглаживания после вывода могут быть снижены. По этим причинам эта конструкция очень популярна в цифровой бытовой электронике (CD / DVD-плееры, телеприставки и т. д.).